# Stadtwerke Neumarkt in der Oberpfalz

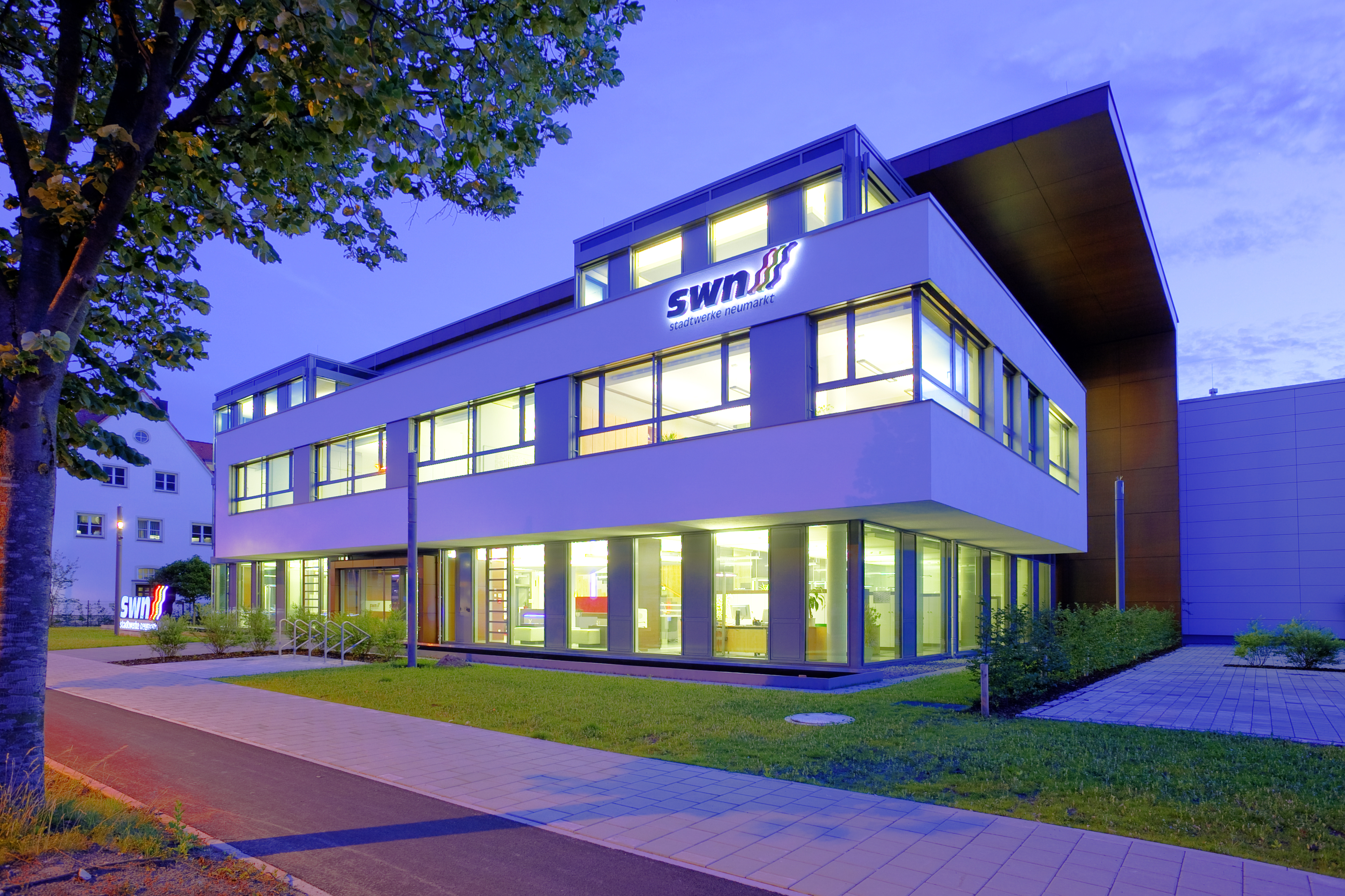
Verwaltungsgebäude in der Ingolstädter Straße (2018)

Die Stadtwerke Neumarkt in der Oberpfalz sind die Stadtwerke der Oberpfälzer Kreisstadt Neumarkt in der Oberpfalz.
Die Stadtwerke Neumarkt als kommunale Unternehmensgruppe befindet sich zu hundert Prozent im Eigentum der Stadt Neumarkt in der Oberpfalz. Das Unternehmen versorgt 40.000 Kunden in Stadt und Umland mit Strom, Erdgas und Fernwärme sowie mit Trinkwasser. Außerdem werden zwei kommunale Parkhäuser und eine Tiefgarage in der Altstadt von Neumarkt unterhalten, ein Glasfasernetz vorgehalten und der Stadtbus Neumarkt betrieben. Die Stadtwerke betreiben ein Freibad, eine öffentliche Eislauffläche und das Ganzjahres-Freizeitbad Schlossbad, welches im November 2021 fertiggestellt wurde. Zudem wird für zehn weitere Stadtwerke ein Rechenzentrum betrieben.
Die Unternehmensgruppe hat insgesamt ca. 230 Mitarbeiter und ist aufgeteilt in die Stadtwerke Neumarkt i.d.OPf. Energie GmbH, in die Stadtwerke Neumarkt i.d.OPf. Verkehrsbetriebe GmbH und die Stadtwerke Neumarkt i.d.OPf. Service GmbH sowie das Stadtwerke Neumarkt Freizeit und Leben KU (Kommunalunternehmen). Im Jahre 2017 wurden 62,7 Mio. Euro Umsatz erwirtschaftet. Geschäftsführer und Vorstand ist Dominique Kinzkofer.

## Geschichte
Die Wurzeln für die Wasserversorgung in Neumarkt reichen zurück bis ins Mittelalter. 1427 erwarb der Magistrat Grundstücke auf dem Fuchsberg und leitete das dort befindliche Quellwasser über eine Holzleitung in die Stadt. Es gelangte in mehrere Brunnen und stand dann den Bürgern zur Verfügung. Erst Ende des 19. Jahrhunderts entstand der Grundstock der heutigen Wasserversorgungsanlage.
Was die Straßenbeleuchtung betraf, waren die Gassen von Neumarkt zu Beginn des 19. Jahrhunderts nachts beinahe stockfinster. Lediglich einige wichtige Stellen wie z. B. die Eingänge des Rathauses wurden durch das Licht der mit Schweineschmalz betriebenen Laternen spärlich erhellt. 1830 beschlossen die Stadtväter, alle Straßen mit Laternen zu versehen. Betrieb, Wartung und Pflege übernahmen Laternenanzünder. Knapp fünf Jahrzehnte später machte man sich erstmals Gedanken über eine Einführung der Gasbeleuchtung. 1888 wurde die Errichtung eines Gaswerks beschlossen, das kurze Zeit später in Betrieb ging, und am 16. September 1889 brannten zum ersten Mal 91 Gas-Straßenlaternen. Ab 1924 wurden die Gaslaternen zunehmend von der elektrischen Straßenbeleuchtung abgelöst. Mangels Gas – das Gaswerk wurde 1945 durch einen Luftangriff vollständig zerstört – wurden sie nach Kriegsende auch nicht wieder aktiviert. Die Elektrizität gewann seit den 1920er-Jahren immer mehr an Bedeutung. Das Niederspannungsortsnetz von Neumarkt ging am 23. August 1924 in Betrieb. Aber nicht nur zur Beleuchtung wurde die Elektrizität immer wichtiger. Vor allem erleichterte die Versorgung mit Strom den Betrieb von Maschinen und Geräten aller Art. Nicht nur Industrie und Gewerbe, zunehmend auch Haushalte verlangten nach einer Versorgung mit Strom.
Das Wasserwerk wurde 1894 mit dem Gaswerk zum Städtischen Gas- und Wasserwerk zusammengeführt. 45 Jahre später schloss dieses sich dann mit dem Elektrizitätswerk zum städtischen Eigenbetrieb „Stadtwerke Neumarkt“ zusammen. Dadurch nahm im Jahr 1939 die einheitliche Planung, Steuerung und Umsetzung für die Strom-, Gas- und Wasserversorgung ihren Anfang.
Zu den ursprünglichen Kernbereichen Strom, Gas und Wasser kamen im Laufe der Jahre noch weitere Sparten hinzu:
1988 wurde das Freibad Neumarkt in Zusammenhang mit einem Blockheizkraftwerk übernommen. Das Blockheizkraftwerk (BHKW) ermöglicht die anfallende Wärme, die bei der Stromerzeugung entsteht, für das Aufheizen des Badewassers und zur Wärmeversorgung zu nutzen.

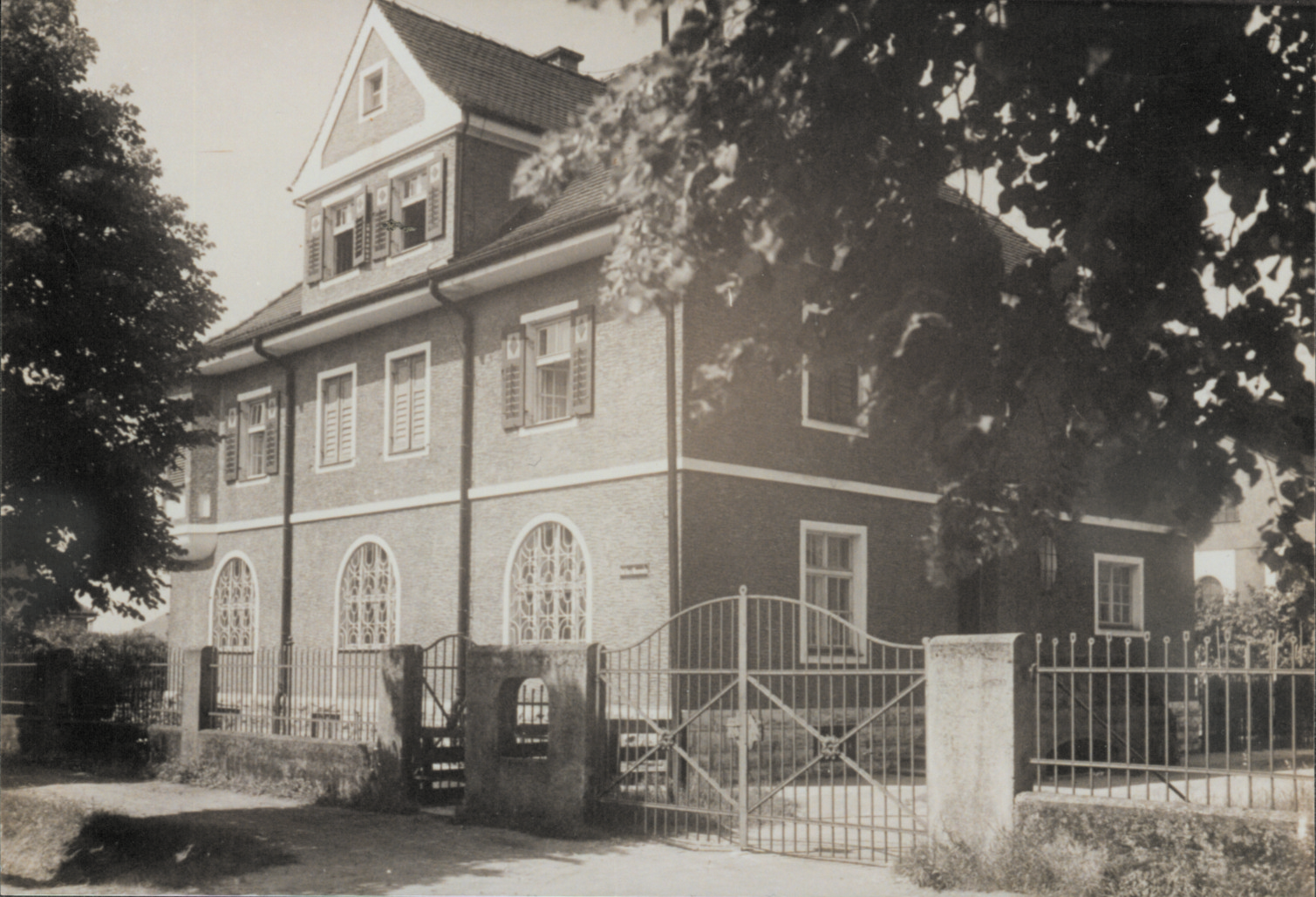
Verwaltungsgebäude der Stadtwerke Neumarkt in der Geschichte

Seit 1. Dezember 1993 rollen die Stadtbusse durch Neumarkt. Fünf Jahre später begannen die Stadtwerke die Verwaltung dreier Parkgaragen in der Neumarkter Innenstadt.
Im Jahr 2001 konnte das Freizeitangebot um die mobile Kunsteislaufanlage erweitert werden. Des Weiteren betreiben die Stadtwerke Neumarkt seit 2008 ein Rechenzentrum für die Datenverarbeitung von mittlerweile 10 Stadtwerken.
Mit dem Kauf und der Präsentation dreier E-Mobile auf dem Rathausplatz, setzten die Stadt und die Stadtwerke Neumarkt am 4. Mai 2011, im Rahmen der Agenda 21 zum Thema Elektromobilität in Neumarkt, erste Zeichen. Bereits drei Monate später, am 4. August 2011 des gleichen Jahres, ging die erste öffentliche Strom-Ladesäule in Betrieb. Aktuell werden 20 Ladesäulen im gesamten Stadtgebiet und Umland betrieben. Zum 1. September 2017 wurde innerhalb des Ladeverbundes Franken+ ein verbundweites Tarifsystem für Ladeinfrastruktur der E-Mobilität eingeführt.
In 2013 fiel der Startschuss zum Ausbau eines leistungsfähigen Glasfasernetzes.
Der Spatenstich für das neue Ganzjahresbad Schlossbad erfolgte im Frühjahr 2017. Im November 2021 wurde es eröffnet.
Im Herbst 2017 erfolgte der Rechtsformwechsel der Stadtwerke Neumarkt i.d.OPf. Aus dem rechtlich unselbständigen Eigenbetrieb entstand eine Unternehmensgruppe, an deren Spitze das Stadtwerke Neumarkt i.d.OPf. Freizeit & Leben KU (Kommunalunternehmen) steht. In diesem sind die Tätigkeitsfelder Freizeit (Eislauffläche, Freibad und Ganzjahres-Freizeitbad Schlossbad), Parkgaragen sowie ÖPNV organisiert. Unterhalb des Kommunalunternehmens ist die Stadtwerke Neumarkt i.d.OPf. Energie GmbH angesiedelt, welche die Geschäftsfelder Strom, Gas, Wärme, Wasser und Glasfasernetze betreut. Ebenfalls unter dem Kommunalunternehmen aufgehängt ist die Stadtwerke Neumarkt i.d. OPf. Service GmbH (Telekommunikation, IT und Rechenzentrum) und die Stadtwerke Neumarkt i.d.OPf. Verkehrsbetriebe GmbH (Durchführung des Stadtbusverkehrs). Die Stadt Neumarkt i.d.OPf. ist weiterhin alleinige Gesellschafterin der Firmengruppe.
Der Erwerb zweier Windenergieanlagen im Landkreis Neumarkt i.d.OPf. konnte im Juli 2018 erfolgreich abgeschlossen werden.
Seit 2021 bieten die Stadtwerke Neumarkt am Bahnhofsvorplatz in Neumarkt i.d.OPf. E-Carsharing an. Zwei emissionsfreie Elektroautos können rund um die Uhr per App ausgeliehen werden. Die App zeigt an, welche Fahrzeuge gerade zur Verfügung stehen, ob diese gerade geladen werden und wie viel der geplante Trip kostet. Die Reichweiten der Fahrzeuge liegen bei ca. 420 km.
Das Schlossbad Neumarkt wurde am 20. November 2021 auf dem Gelände des bestehenden Freibades eröffnet. Ein Achtbahnen-Sportbecken mit angrenzender Sprunganlage und einer Waterclimbinganlage, ein Kursbecken mit Hubboden (Wassertiefe variabel bis 1,35 m einstellbar), ein Kinderbecken/Wasserspielbereich, ein Erlebnisbecken und ein Sole-Außenbecken sind ganzjährig nutzbar. Die Eröffnung der Saunalandschaft mit drei Innensaunen und zwei Saunen im Außenbereich sowie einem Dampfbad, drei Saunabecken und einer Abkühlstraße sowie mehrere Ruheräume erfolgte dann im Februar 2022.
Als eines der ersten Energieversorgungsunternehmen in Deutschland haben die Stadtwerke Neumarkt i.d.OPf. eine Gemeinwohlbilanz erstellt. Die Bewertung des erstellten Berichtes übernahm ein unternehmensunabhängiger Auditor, wobei ökologische, soziale, demokratische und solidarische Aspekte im Vordergrund stehen. Dagegen bleiben ökonomische Wertkategorien, die sich in konventionellen Handelsbilanzen wiederfinden, außen vor. Die Bilanz wird alle zwei Jahre extern auditiert.

## Unternehmensbereiche

### Elektromobilität
Im Bereich der Elektromobilität bieten die Stadtwerke Neumarkt mittlerweile über 60 öffentliche Ladestationen an (Wallboxen und Ladesäulen). Der Ausbau der Ladepunkte wird weiter vorangetrieben.
| Pos. | Standort                                                                        |
| ---- | ------------------------------------------------------------------------------- |
| 1.   | Ingolstädter Straße 18, Stadtwerke Neumarkt                                     |
| 2.   | Obere Marktstraße 39                                                            |
| 3.   | Ladesäulen E-Autos TG Schwarzachweg 4, Neuer Markt, Tiefgarage                  |
| 4.   | Ladesäulen E-Autos TG, Schwarzachweg 4, Neuer Markt, Tiefgarage                 |
| 5.   | Ladesäulen E-Autos TG, Schwarzachweg 4, Neuer Markt, Tiefgarage                 |
| 6.   | Schwarzachweg 4, Parkhaus Neuer Markt – Ladestation E-Auto, 92318 Neumarkt/OPf. |
| 7.   | Schwarzachweg 4, Parkhaus Neuer Markt – Ladestation E-Auto, 92318 Neumarkt/OPf. |
| 8.   | Schwarzachweg 4, Parkhaus Neuer Markt – Ladestation E-Auto, 92318 Neumarkt/OPf. |
| 9.   | Schwarzachweg 4, Parkhaus Neuer Markt – Ladestation E-Auto, 92318 Neumarkt/OPf. |
| 10.  | Schwarzachweg 4, Parkhaus Neuer Markt – Ladestation E-Auto, 92318 Neumarkt/OPf. |
| 11.  | Nürnberger Straße 1, Landratsamt Neumarkt                                       |
| 12.  | Parkplatz Johanneszentrum (Ringstraße 61)                                       |
| 13.  | Parkhaus Ringstraße 5a (Deck E2)                                                |
| 14.  | Parkhaus Kastengasse 15 (Deck E1)                                               |
| 15.  | Dr.-Kurz-Straße (LGS-Parkplatz)                                                 |
| 16.  | Dr.-Kurz-Straße (Klinikum-Parkplatz)                                            |
| 17.  | Neumarkt, Parkplatz Glasergasse 4                                               |
| 18.  | Nobelstraße (Ärztehaus)                                                         |
| 19.  | Landgasthof Meier, Hilzhofen 18, 92367 Pilsach                                  |
| 20.  | Schulstraße, 92367 Pilsach                                                      |
| 21.  | Sandstraße 16 (Schlossbad)                                                      |
| 22.  | Sandstraße 24 (Schlossbad)                                                      |
| 23.  | Egerländer Straße (Schlossbad)                                                  |
| 24.  | Neumarkt, Parkplatz Mühlstraße                                                  |
| 25.  | Neumarkt, Parkplatz Berufsschule (Kerschensteiner Str. 7)                       |
| 26.  | Neumarkter Straße, 90602 Pyrbaum                                                |
| 27.  | Neumarkt, Parkplatz N + S City Hotel                                            |
| 28.  | Neumarkt, Parkplatz Ostendorfer Gymnasium                                       |
| 29.  | Postbauer-Heng, Centrum 5                                                       |

### CAR2GO – E-Carsharing
Seit 2021 bieten die Stadtwerke Neumarkt am Bahnhofsvorplatz in Neumarkt i.d.OPf. E-Carsharing an. Zwei emissionsfreie Elektroautos können rund um die Uhr per App ausgeliehen werden. Die App zeigt an, welche Fahrzeuge gerade zur Verfügung stehen, ob diese gerade geladen werden und wie viel der geplante Trip kostet. Die Reichweiten der Fahrzeuge liegen bei ca. 420 km.

### Parken
In den beiden Parkhäusern Rosengasse und Ringstraße sowie in der Tiefgarage am Residenzplatz bewirtschaften die Stadtwerke Neumarkt seit 1998 insgesamt 868 Stellplätze. Seit 2014 leitet ein aus 61 dynamischen und 58 statischen Hinweiselementen bestehendes Parkleitsystem die Parkplatzsuchenden durch die Stadt.

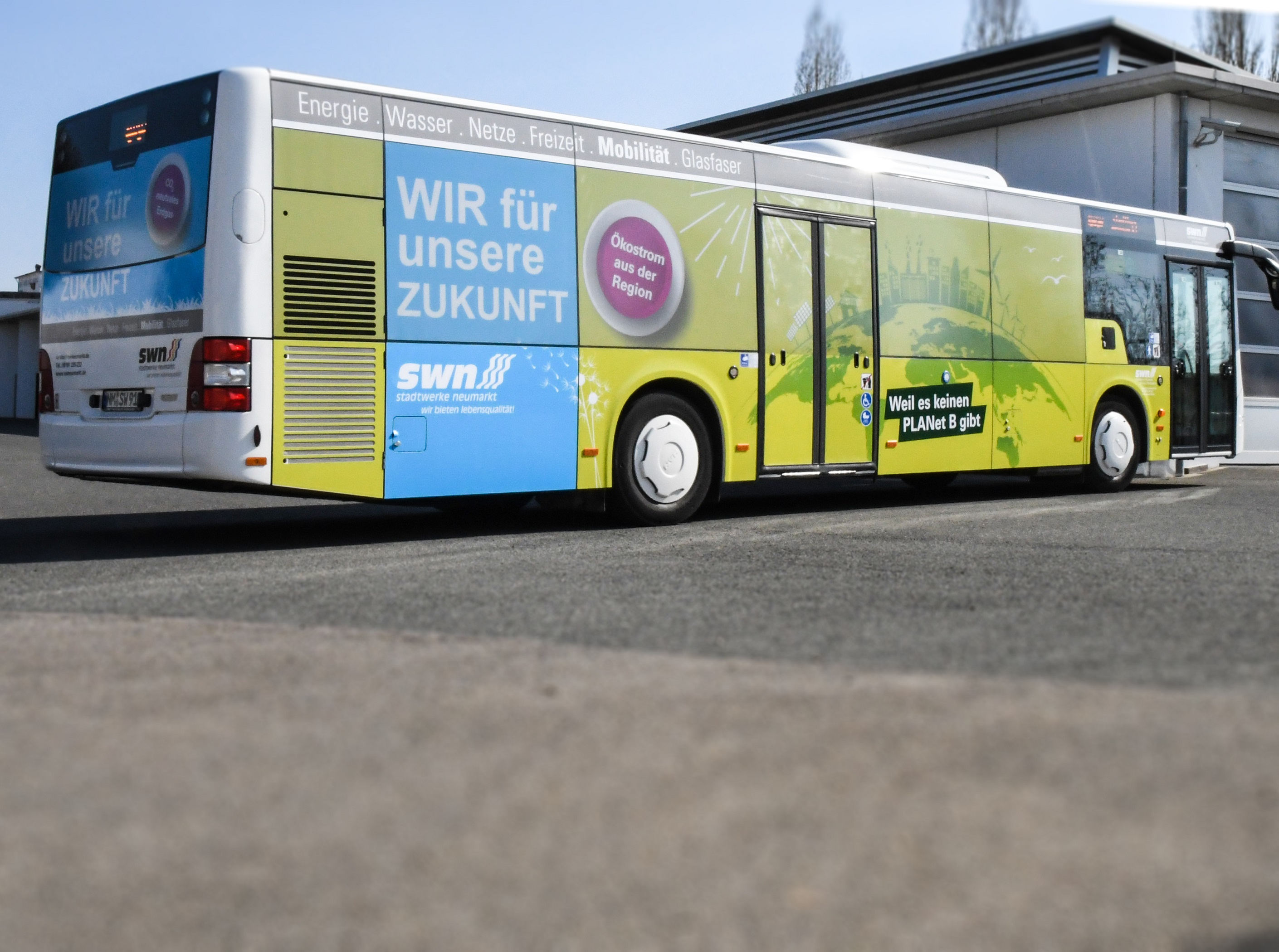
Stadtbus Neumarkt foliert zum Thema "es gibt KEINEN PLANet B"

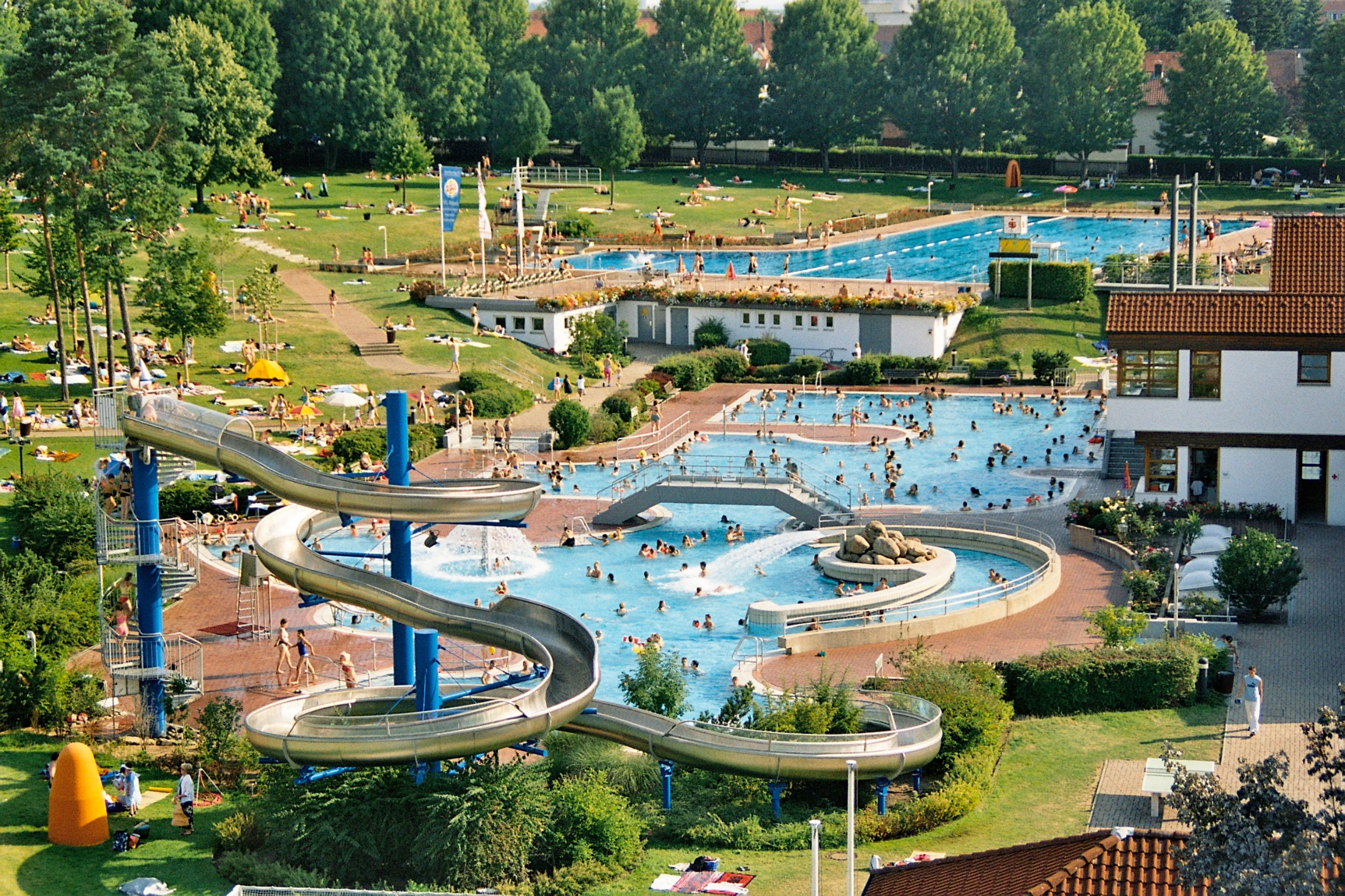
Freibad Neumarkt

### Rechenzentrum
Mit dem Betrieb eines Rechenzentrums stellen die Stadtwerke Neumarkt seit 2008 externen kommunalen Energieversorgern eine sichere Datenverwaltung und Datenverarbeitung zur Verfügung. Das Rechenzentrum betreut mittlerweile zehn Stadtwerke. Neben der Bereitstellung von ERP-Soft- und Hardware können auch Abrechnungsleistungen für Partner übernommen werden.

### ÖPNV
Der Stadtbus Neumarkt ist ein weiterer Unternehmensbereich der Stadtwerke Neumarkt. Dieser bedient mit seinen 12 Fahrzeugen ein Streckennetz von 143 Kilometern auf 13 Linien und ca. 150 Haltestellen im Stadtgebiet Neumarkt. Seit Oktober 2016 kann das Liniennetz und die Fahrrouten der Busse über ein Portal interaktiv und in Echtzeit verfolgt werden.

### Wärme
Mit dem Geschäftsfeld Wärmeservice werden individuell abgestimmte Wärme-Leistungspakete im Rahmen eines Wärme-Contractings angeboten. Im Stadtgebiet Neumarkt und im Landkreis Neumarkt versorgt das Unternehmen rund 1300 Haushalte. Seit 2016 werden auch mehrere städtische Gebäude der Stadt Neumarkt über ein dezentrales Nahwärmenetz mit Wärme beliefert. Das gesamte Stadtquartier „NeuerMarkt“ in Neumarkt wird ebenfalls von den Stadtwerken Neumarkt mit Wärme versorgt. Die Wärmeerzeugung findet meist über Blockheizkraftwerke (BHKW) statt, welche mit klimaneutralem Biogas betrieben werden. In den von den Stadtwerke eingesetzten BHKW wird mittels Kraft-Wärme-Kopplung neben der benötigten Wärme zusätzlich Strom produziert, der in das örtliche Netz eingespeist wird. Diese intelligente, dezentrale Energieerzeugung setzt die Energiewende vor Ort um und hilft mit, überregionale Übertragungsleitungen, die sogenannten „Monstertrassen“, weniger notwendig werden zu lassen.

### Freibad
Von den Stadtwerken wird ein Freibad betrieben. Im Zeitraum des jährlichen Betriebs im Sommer von Mai bis September stehen ein 50 Meter langes Schwimmerbecken mit angrenzendem Sprungbereich, ein Erlebnisbecken mit zwei Rutschen, zahlreiche Wasserspiele und ein Wildwasserkanal sowie ein Kinderplanschbecken mit Wasserspielgeräten zur Verfügung. Die Temperaturen in allen Becken liegen, je nach Wetterlage, zwischen 25° und 30° Celsius. Ebenfalls befindet sich innerhalb des Geländes eine Gastronomie.

### Ganzjahresbad – Schlossbad
Das Schlossbad Neumarkt wurde am 20. November 2021 auf dem Gelände des bestehenden Freibades eröffnet. Ein Achtbahnen-Sportbecken mit angrenzender Sprunganlage und einer Waterclimbinganlage, ein Kursbecken mit Hubboden (Wassertiefe variabel bis 1,35 m einstellbar), ein Kinderbecken/Wasserspielbereich, ein Erlebnisbecken und ein Sole-Außenbecken sind ganzjährig nutzbar. Die Saunalandschaft mit drei Innensaunen und zwei Saunen im Außenbereich sowie einem Dampfbad wird durch drei Saunabecken und einer Abkühlstraße sowie mehrere Ruheräume und -bereiche ergänzt.